# Broerne til Slotsholmen
Broerne til Slotsholmen forbinder øen Slotsholmen i København med det øvrige København på Sjælland og Amager. Der er ti broer, hvoraf den ene går til Amager. En ellevte bro, Røde Bro, blev nedlagt i 1726.
De elleve broer (inkl. den nedlagte) er fra syd med uret: Bryghusbroen, midlertidig bro, Prinsens Bro, Marmorbroen, Stormbroen, Røde Bro (nedlagt), Højbro, Holmens Bro, Børsbroen, Christian IV's Bro og Knippelsbro.

## Bryghusbroen
Bryghusbroen er en klapbro, der fører Christians Brygge over den yderste ende af Frederiksholms Kanal i umiddelbar nærhed af Christian 4.s Bryghus.
Broen blev opført i 1935 og fik sit nuværende navn i 1963. Oprindeligt førte den også jernbanesporet fra Københavns havnebane over kanalen, men sporene blev fjernet i 1972. Broen er ca. 32 meter lang med et klapfag på 11 meter og et sidefag på 8 meter.
55°40′20.7″N 12°34′47.7″Ø / 55.672417°N 12.579917°Ø
- Wikimedia Commons har flere filer relateret til Bryghusbroen

## Midlertidig bro
I 2016 opførte Realdania hvad der skulle have været en midlertidig fodgængerbro uden navn ved Bryghuspladsen (tidligere Bryghusgade). Årsagen var, at Bryghusbroen var blevet spærret for fodgængere i forbindelse med byggeriet af BLOX henover Christians Brygge. Ved etableringen var det forventet, at broen skulle fjernes, når byggeriet stod færdigt i 2018. Det var det imidlertid ikke, så Trafik-, Bygge- Boligstyrelsen forlængede tilladelsen frem til 1. maj 2019. Københavns Kommune gav efterfølgende en dispensation fra lokalplanen for området i 2019 gældende til 1. februar 2021. Realdania ansøgte imidlertid om, at broen kunne blive stående permanent. For selvom Bryghusbroen var åbnet fuldt ud igen, så blev den midlertidige bro benyttet af 25-50.000 fodgængere om måneden, herunder børn på vej til områdets legepladser. Teknik- og Miljøudvalget imødekom ansøgningen på sit møde 10. oktober 2022 under forbehold for, at Trafikstyrelsen med flere også gav de nødvendige tilladelser.
Broen er ca. 28 meter lang og 3 meter bred med en gennemsejlingshøjde på 2 meter og en fri bredde på 9,4 meter. De bærende søjler er lavet med stålpæle, belægningen er med asfalt, og i siderne er der sceptre og toplister i stål, der er forbundet med stålwires. Broen er lavet, så overbygningen kan løftes af, hvis større skibe skal igennem, men det havde pr. oktober 2022 kun været aktuelt to-tre gange siden etableringen.
55°40′22.12″N 12°34′45.5″Ø / 55.6728111°N 12.579306°Ø
- Wikimedia Commons har flere filer relateret til Midlertidig bro

## Prinsens Bro
Prinsens Bro (også kaldet Tøjhusbroen) forbinder Tøjhusgade med Ny Kongensgade over Frederiksholms Kanal. Den første bro på stedet blev opført i 1682.
55°40′27.2″N 12°34′39.3″Ø / 55.674222°N 12.577583°Ø
- Wikimedia Commons har flere filer relateret til Prinsens Bro

## Marmorbroen
Marmorbroen er en buebro i forlængelse af Ny Vestergade/Dantes Plads og fører over Frederiksholms Kanal til Christiansborg Ridebane mellem to pavilloner.
Den blev opført i årene 1739-1745 med Nicolai Eigtved som hovedarkitekt. Den var oprindelig slottets hovedindgang og skulle derfor gøre indtryk på slottets besøgende. Broen er beklædt i sandsten med medaillonudsmykninger af billedhuggeren Louis-Augustin le Clerc og er belagt med norsk marmor. Marmorbroen kostede 50.600 af de 2.700.000 rigsdaler, det kostede at bygge hele Christiansborg Slot.
Hvor den lander på Slotsholmen er den flankeret af to pavilloner smykket med skulpturarbejder, som skal give indgangspartiet en arkitektonisk helhed. Ved indgangen var en gitterport i jern for at markere, at dette var hovedindgangen. Porten blev fjernet i 1830'erne, da den begyndte at ruste.
Broen har været renoveret adskillige gange. Den seneste gennemgribende restaurering foregik i perioden 1970-95 ved arkitekt Erik Hansen.
55°40′29.6″N 12°34′36.37″Ø / 55.674889°N 12.5767694°Ø
- Wikimedia Commons har flere filer relateret til Marmorbroen

## Stormbroen
Stormbroen er en lille buebro opført i sten, der forbinder Stormgade (mod Tietgensgade) med Vindebrogade (mod Christiansborg Slotsplads). Den er opkaldt efter Stormen på København i 1659. De svenske styrker satte deres hovedangreb ind netop her, hvor byvolden lå. Det var her, at det endelig lykkedes at slå svenskerne. De efterlod sig 2.000 døde soldater foran volden ved Stormgade.
Forskellige kilder oplyser, at broen oprindeligt blev opført i 1681, men på broens sider er teksten "Opført MDCLX" (1660) mejslet ind i broens stenfundament. Den nuværende bro er opført i 1918 efter et projekt af Martin Nyrop fra 1898.
Afstanden mellem broen og Nybrogade svarer omtrent til længden på de skibe, Canal Tours og Netto-Bådene benytter til havnerundfarter, hvilket betyder, at de har svært ved at passere under broen, når de sejler ad Frederiksholms Kanal ind til Gammel Strand. Skipperne må manøvrere for at få drejet deres både 90° efter Stormbroen.
55°40′32.2″N 12°34′33.6″Ø / 55.675611°N 12.576000°Ø
- Wikimedia Commons har flere filer relateret til Stormbroen

## Røde Bro (nedlagt)
Efter opførelsen af Prinsens Bro og Stormbroen blev der bygget en bro ud for Knabrostræde over til Slotsholmen. Broen hed Røde Bro, men blev bare kaldt "den nye bro", og den har givet navn til Nybrogade. Broen blev revet ned i 1726. 
55°40′35.04″N 12°34′36.3″Ø / 55.6764000°N 12.576750°Ø

## Højbro
Højbro er en buebro i støbejern, der forbinder Højbro Plads med Slotsholmen. I den gamle kystlinje, der fulgte Fortunstræde til Kongens Nytorv, var der en lille vig, hvor Højbro Plads nu ligger. Det gamle stednavn Gammelbodehavn (mellem Kulturministeriet og Højbro) fortæller, at her lå byens ældste handelsboder. 
På dette sted, har der været en bro helt tilbage til middelalderen. Den nuværende bro blev bygget i 1878 og er tegnet af Vilhelm Dahlerup. Murerarbejdet er udført af Christian Peter Wienberg. Holmens Bro og Børsbroen var også oprindeligt udformet af Dahlerup, men Højbro er nu den eneste tilbageværende af hans broer. Den blev udvidet til sin nuværende bredde i 1960'erne.
Ved Højbro blev der på bunden af Slotsholmskanalen i 1992 placeret en bronzeskulpturgruppe af Suste Bonnén med forbillede i folkevisen om Agnete og Havmanden.
I 2010 blev der målt 2.500 køretøjer og 3.200 cykler (ÅDT).
55°40′39.4″N 12°34′47.6″Ø / 55.677611°N 12.579889°Ø
- Wikimedia Commons har flere filer relateret til Højbro

## Holmens Bro
Holmens Bro er en buebro i granit, der forbinder Christiansborg Slotsplads med Holmens Kanal. Den nuværende bro blev opført i 1951, til afløsning for Vilhelm Dahlerups bro fra 1878.
55°40′35.9″N 12°34′56.8″Ø / 55.676639°N 12.582444°Ø
- Wikimedia Commons har flere filer relateret til Holmens Bro

## Børsbroen
Børsbroen er en buebro, der går fra Havnegade til et kryds med Børsgade udfor Børsen, som den er opkaldt efter. Den nuværende bro er fra 1933 og erstattede den oprindelige bro fra 1880, der lå mellem Havnegade og arealet ved siden af Børsen, der dengang var en del af den nu forsvundne Christiansgade. Den oprindelige bro var ligesom Højbro og Holmens Bro tegnet af Vilhelm Dahlerup og blev udover vejtrafikken benyttet til at føre jernbanesporet fra Københavns havnebane over Slotsholmskanalen.
55°40′33.4″N 12°35′5.0″Ø / 55.675944°N 12.584722°Ø
- Wikimedia Commons har flere filer relateret til Børsbroen

## Christian IV's Bro
Christian IV's Bro fører over den yderste ende af Slotsholmskanalen og forbinder Christians Brygge med Niels Juels Gade.
Broen blev indviet i 1961, og gjorde det muligt at føre trafikken langs med havnen ad Christians Brygge, under Knippelsbro og ad Niels Juels Gade videre til Kongens Nytorv.
I 2014 blev der målt 14.500 køretøjer og 2.300 (ÅDT).
Københavns Kommune gennemførte i 2015 en renovering af broens over- og underside. Foruden en fornyelse af kørebanen, etablerede man nyt fortov og cykelsti.
55°40′32.0″N 12°35′14.1″Ø / 55.675556°N 12.587250°Ø
- Wikimedia Commons har flere filer relateret til Christian IV's Bro

## Knippelsbro
Klapbroen Knippelsbro forbinder Slotsholmen med Christianshavn ved at føre Børsgade over Christians Brygge og Inderhavnen til Torvegade.
Den første bro på stedet blev opført under Christian 4. i 1618-20. Den blev kaldt for "Knippensbro" efter Hans Knip, der i 1641 blev den første bropasser, men skiftede senere til det nuværende navn. Den nuværende bro blev opført i 1937 med Kaj Gottlob som arkitekt og blev fredet i 2007.
Den er alene om at forbinde Indre By med Christianshavn, hvorfor den har en ret stor trafikmængde med årsdøgnstrafik i 2014 på 22.200 køretøjer og 35.000 cykler.
55°40′29″N 12°35′14″Ø / 55.67472°N 12.58722°Ø